# Coupe des Pays-Bas masculine de volley-ball
La Coupe des Pays-Bas masculine de volley-ball est organisée par la Fédération des Pays-Bas de volley-ball (Nederlandse Volleyball Bond - NeVoBo) et a été créée en 1973.

## Palmarès
| - 1974 : Starlift Voorburg - 1975 : Bouwlust Orawi - 1976 : Starlift Voorburg - 1977 : AMVJ Amsterdam - 1978 : Starlift Voorburg - 1979 : Orion Doetinchem - 1980 : Gemenservice - 1981 : Orion Doetinchem - 1982 : Starlift Voorburg - 1983 : Starlift Voorburg - 1984 : Martinus Amstelveen - 1985 : Martinus Amstelveen - 1986 : Martinus Amstelveen - 1987 : Martinus Amstelveen - 1988 : Martinus Amstelveen | - 1989 : Rentokil Zwolle - 1990 : Rentokil Zwolle - 1991 : Rentokil Zwolle - 1992 : Autodrop Geldrop - 1993 : Piet Zoomers Apeldoorn - 1994 : Piet Zoomers Apeldoorn - 1995 : Alcom Capelle - 1996 : Piet Zoomers Apeldoorn - 1997 : Kuipers Zwolle - 1998 : Remote Zwolle - 1999 : Remote Zwolle - 2000 : Piet Zoomers Apeldoorn - 2001 : Vrevok Nieuwegein - 2002 : Piet Zoomers Apeldoorn - 2003 : Omniworld Almere | - 2004 : Omniworld Almere - 2005 : Ortec Nesselande Rotterdam - 2006 : Ortec Nesselande Rotterdam - 2007 : Ortec Nesselande Rotterdam - 2008 : Piet Zoomers Apeldoorn - 2009 : Piet Zoomers Apeldoorn - 2010 : Dynamo Apeldoorn - 2011 : Dynamo Apeldoorn - 2012 : Landstede Volleybal/VCZ - 2013 : firmX Orion - 2014 : Landstede Volleybal - 2015 : Landstede Volleybal - 2016 : VV Lycurgus - 2017 : firmX Orion - 2018 : VV Taurus | - 2019 : Dynamo Apeldoorn - 2020 : VV Lycurgus - 2021 : |